# Lozan
Lozan is een plaats in de gemeente Špišić Bukovica in de Kroatische provincie Virovitica-Podravina. De plaats telt 562 inwoners (2001).